# Albrecht Penck
Albrecht Penck (25 de septiembre de 1858 – 7 de marzo de 1945), fue un geógrafo y geólogo alemán, pionero en el estudio de la glaciología y padre del también geólogo Walther Penck.

## Biografía
Penck nació en Reudnitz, cerca de Leipzig. Fue profesor universitario en Viena de 1885 a 1906, y en Berlín de 1906 a 1927. Allí también fue director del "Instituto y Museo de Oceanografía" desde 1918. Se dedicó al estudio de la geomorfología y de la climatología, elevando el prestigio internacional de la "Escuela vienesa de geografía física".
Con Eduard Bruckner, fue el coautor de Die Alpen im Eiszeitalter, un trabajo en el que los dos científicos identificaron las cuatro edades de hielo del pleistoceno europeo (Gunz, Mindel, Riss, Würm); denominadas por los nombres de los valles de los ríos donde se hallaron los primeros indicios de cada glaciación.
Desde 1886,  estuvo casado con la hermana del exitoso escritor regional bávaro Ludwig Ganghofer. 
Penck murió en 1945 en Praga. En homenaje a Penck, el pintor y escultor Ralf Winkler adoptó el seudónimo de A. R. Penck En 1966.
Albrecht Penck fue elegido miembro de la Real Academia Sueca de las Ciencias en 1905 y recibió la Medalla de Oro del Fundador de la Sociedad Geográfica Real en 1914.

## Legado
- El glaciar de Penckbreen en la Tierra de Wedel Jarlsberg en Spitsbergen, Svalbard, lleva este nombre en su memoria.[3]
- Desde 1858 la "Medalla Albrecht-Penck" es otorgada por el Deutsche Quartärvereinigung por logros asociados con la Ciencia Cuaternaria.[4]
- La montaña lunar Mons Penck lleva este nombre en su memoria.

## Trabajos
- Morphologie der Erdoberfläche; 2 vols, 1894
- (Con Eduard Bruckner) Die Alpen im Eiszeitalter; 3 vols, 1909
- Die Gipfelflur der Alpen (1919)
- Con el geógrafo Eduard Richter, fue editor del Atlas der Österreichischen Alpenseen (Atlas de los Lagos Alpinos de Austria, 1895)[5]
- Mapa Internacional del Mundo[6]

## Lecturas relacionadas
- Schultz, H.-D.: "Ein wachsendes Volk braucht Raum." Albrecht Penck als politischer Geograph. In: Nitz, B.; Schultz, H.-D.; Schulz, M. (Hrsg.): 1810 – 2010: 200 Jahre Geographie in Berlin (= Berliner Geographische Arbeiten, Vol. 115). Berlín 2010, pp. 91–135 [2. verb. u. erw. Aufl. 2011, pp. 99–153]
- Henniges, N.: "Sehen lernen": Die Exkursionen des Wiener Geographischen Instituts und die Formierung der Praxiskultur der geographischen (Feld-) Beobachtung in der Ära Albrecht Penck (1885-1906). In: Mitteilungen der Österreichischen Geographischen Gesellschaft, Vol. 156, Wien 2014, pp. 141–170.
- Henniges, N.: "Naturgesetze der Kultur“: Die Wiener Geographen und die Ursprünge der „Volks- und Kulturbodentheorie“. In: ACME: An International E-Journal for Critical Geographies, Vol. 14, H. 4, 2015, pp. 1309–1351.ACME: An International E-Journal for Critical Geographies.
- Henniges, N.: Die Spur des Eises: eine praxeologische Studie über die wissenschaftlichen Anfänge des Geologen und Geographen Albrecht Penck (1858-1945). (= Beiträge zur regionalen Geographie. Vol. 69), Leibniz-Institut f. Länderkunde, Leipzig 2017, ISBN 978-3-86082-097-1, 556 p. (online)